# Хаким Џефриз
Хаким Секу Џефриз (енгл. Hakeem Sekou Jeffries; Њујорк, 4. август 1970) је амерички политичар и адвокат који је био лидер мањине у Представничком дому и лидер Демократског кокуса у Представничком дому од 2023. године. Тренутно у свом седмом мандату, Џефриз је члан Представничког дома САД за 8. конгресни дистрикт Њујорка од 2013. године и служио је три мандата као члан Скупштине државе Њујорк, од 2007. до 2012. године.
Џефриз је рођен и одрастао у Краун Хајтсу, у општини Бруклин у Њујорку. Похађао је правни факултет на Универзитету у Њујорку, дипломирао са почастима и постао корпоративни адвокат пре него што се кандидовао за изабрану функцију. И његов дистрикт за државну скупштину и конгресни дистрикт налазе се у Бруклину.
У Конгресу, Џефриз је председавао Демократском групом Представничког дома од 2019. до 2023. године. Чланови групе су га једногласно изабрали за наследника Ненси Пелоси на месту лидера у новембру 2022. године. Тиме је постао први Афроамериканац који је предводио странку у било ком дому Конгреса Сједињених Држава.

## Младост и каријера
Џефриз је рођен у Њујорку, у Бруклинском болничком центру, од Ланеде Џефриз, социјалне раднице, и Марланда Џефриза, државног саветника за злоупотребу супстанци. Има једног брата, Хасана. Одрастао је у Краун Хајтсу, Бруклин, и доживотни је члан Баптистичке цркве Корнерстоун.
Џефриз је завршио средњу школу Мидвуд, јавну школу, 1988. године. Затим је студирао политичке науке на Универзитету Бингамтон, дипломирајући 1992. године са дипломом основних студија уметности са почастима. Током боравка у Бингамтону постао је члан братства Капа Алфа Пси.
Џефриз је наставио школовање на Мекорт школи јавне политике Универзитета Џорџтаун, где је стекао звање магистра јавне политике 1994. године. Затим је похађао Правни факултет Универзитета у Њујорку, где је био члан Правног прегледа Универзитета у Њујорку. Дипломирао је са одличним успехом 1997. године, стекавши звање доктора права, и одржао студентски говор на Конвокацији.
Након дипломирања на правном факултету, Џефриз је постао адвокатски приправник за судију Харолда Бера млађег у Окружном суду САД за Јужни округ Њујорка.
Од 1998. до 2004. године, Џефриз је радио у приватној пракси у адвокатској фирми Пол, Вајс, Рифкинд, Вортон и Гарисон. Године 2004. постао је корпоративни адвокат за телевизијске компаније Viacom и CBS, где је, између осталог, радио на контроверзи око полувремена Супербоула XXXVIII. Током Џефризовог времена у Пол Вајсу, такође је био директор међувладиних послова за огранак Националног удружења мањинских извођача радова (грађевински извођачи) у држави Њујорк и председник организације Црни адвокати за прогрес.

## Представнички дом САД

### Прве године у Конгресу (2013–2018)
Дана 11. априла 2013. године, Џефриз је представио Закон о очувању споменика мученика са затворских бродова (H.R. 1501; 113. конгрес). Предлог закона би наложио секретару унутрашњих послова да проучи подобност и изводљивост одређивања Споменика мученика са затворских бродова у парку Форт Грин у Бруклину као јединице Националног система паркова (NPS). Џефриз је рекао: „Као једно од највећих америчких места сахране револуционарних рата и у знак почасти патриотама који су изгубили животе борећи се за независност наше нације, овај споменик заслужује да се сматра јединицом Националне службе паркова.“ Дана 28. априла 2014. године, Представнички дом је усвојио Закон о очувању споменика мученика са затворских бродова.
Дана 15. јула 2014. године, Џефриз, који се у приватној пракси бавио питањима интелектуалне својине, представио је Закон о успостављању Програма сертификације клиника правних факултета Америчког завода за патенте и жигове (H.R. 5108; 113. Конгрес), којим би се успоставио Програм сертификације клиника правних факултета Америчког завода за патенте и жигове (USPTO) који би био доступан акредитованим правним факултетима током периода од десет година након доношења Закона.
Године 2015, Џефриз је предводио напоре за усвајање Закона о подршци породицама убијених полицајаца, којим је продужен рок за плаћање пореза за људе који дају донације организацијама које подржавају породице преминулих детектива њујоршке полиције Венђијана Лиуа и Рафаела Рамоса. Породице полицајаца, који су убијени у свом патролном аутомобилу 20. децембра 2014. године у делу Бедфорд-Стајвесант у Џефризовом округу, биле су примаоци добротворних прикупљања средстава. Пре ступања закона на снагу, људи су морали да уплате те доприносе до 31. децембра 2014. године да би се квалификовали за порески одбитак у вези са порезима поднетим 2015. године. Овом променом, доприноси уплаћени до 15. априла 2015. године били су одбитни. Председник Обама потписао је закон 1. априла 2015. године.
Године 2015, истакнути афроамерички пастори позвали су Џефриза да се кандидује на демократским примарним изборима за градоначелника 2017. године против де Блазија. Џефриз је рекао да „нема интересовања“ и да жели да остане члан Конгреса.
Дана 22. маја 2018. године, Представнички дом САД усвојио је двостраначки Закон о првом кораку са 358 гласова за и 36 против, а Џефриз је био главни спонзор. Председник Трамп је потписао закон 21. децембра 2018. године. Њиме су ублажене обавезне минималне савезне казне, проширена превремена пуштања на слободу и окончане неке драконске праксе, попут везивања затвореница током порођаја.
Џефриз је такође играо кључну улогу у усвајању двостраначког Закона о модернизацији музике у Представничком дому, који је постао закон 2018. године.
Међу праксама које је Џефриз наставио из времена свог мандата у Конгресу јесте „Лето у метроу“, преименовано у „Конгрес на вашем углу“, које нуди вечерње радно време на отвореном од јуна до августа у близини станица метроа, што му омогућава да се повеже и чује забринутости бирача из прве руке.

### Вођство (2018–2022)

#### Председавајући кокуса демократа
Дана 28. новембра 2018. године, Џефриз је победио конгресменку из Калифорније Барбару Ли и постао председник Демократског кокуса Представничког дома. Његов мандат је почео када је нови Конгрес положио заклетву 3. јануара 2019. године. На овој позицији, био је пети по рангу члан демократског руководства.

#### Први опозив председника Доналда Трампа
Дана 15. јануара 2020. године, Џефриз је изабран за једног од седам менаџера Представничког дома који су представљали случај опозива против Трампа током његовог суђења пред Сенатом Сједињених Држава. Дана 22. јануара 2020. године, демонстрант у галерији Сената прекинуо је Џефриза вичући коментаре сенаторима који су седели спрат ниже. Џефриз је брзо одговорио стихом из Светог писма, Псалмом 37:28, „Јер Господ љуби правду и неће оставити своје верне“, пре него што је наставио са својим сведочењем.
Током саслушања о опозив,у као одговор на реторичко питање Трамповог адвоката Сенату „Зашто смо овде?“, Џефриз је одржао монолог који је завршио цитирајући Бигија Смолса: „а ако не знате, сада знате“. Часопис Billboard назвао је то „значајним тренутком испуштања микрофона“.

### Лидер демократа у Дому (2022–)
Уз подршку одлазеће председнице Пелоси, Џефриз је изабран без противкандидата за лидера демократа у Представничком дому за 118. сазив Конгреса у новембру 2022. године, поставши први Афроамериканац који је предводио страначки кокус у било ком дому Конгреса.

#### 118. конгрес

##### Почетак 118. конгреса
На почетку 118. Конгреса, 3. јануара 2023. године, Представнички дом је започео такмичење за номинацију председника Представничког дома. Демократска група је једногласно номиновала Џефриза за председника. Добио је 212 гласова, све од демократа, на скоро сваком гласачком листићу. (Дејвид Трон је пропустио 12. круг гласања због операције, али се вратио за 13. круг). У међувремену, Кевин Макарти, републикански фаворит, није успео да обезбеди већину гласова. Дана 6. јануара, Макарти је коначно добио већину и изабран је на 15. гласању након што је направио уступке крајњој десници. Укупно је Џефриз добио 3.179 гласова за председника.
Када је Макарти изабран за председника, Џефриз му је предао чекић након 15-минутног говора. Говор, абецедно рецитовање речи које описују шта влада треба, а шта не треба да буде, назван је „ABC демократије“. Видео Џефризовог абецедног говора прегледан је преко 2,4 милиона пута на друштвеним мрежама. Дана 31. јула 2024. године, Џефриз је објавио да је написао илустровану књигу „ABC демократије“, која ће бити објављена 12. новембра 2024. године.
ДЕмократе у Представничком дому једногласно су поново номиновале Џефриза на изборима у октобру 2023. године након успешног предлога за упражњавање Макартијеве председничке функције.

##### Закон о фискалној одговорности 2023.
Први велики тест 118. конгреса био је предстојећи истек горње границе дуга земље. Економисти су упозоравали да би кршење и накнадно неизвршење обавеза били катастрофални. Дана 29. маја 2023. године, представник Патрик Мекхенри представио је Закон о фискалној одговорности из 2023. године. Демократе су се у почетку опирале тој мери. Када је Закон о фискалној одговорности изнесен на гласање 31. маја, Џефриз је подигао зелену карту како би дао знак демократама да могу гласати за њега; преко 50 је гласало. Закон о фискалној одговорности је потписан 3. јуна и процењује се да је смањио дефицит за 1,5 билиона долара током 10 година.

##### Разрешење Кевина Мекартија
Дана 3. октобра 2023. године, представник Мет Гејц поднео је захтев за упражњавање места председавајућег, критикујући Макартија због сарадње са демократама на усвајању закона о потрошњи који није укључивао фискално конзервативне реформе. Пре гласања, Џефриз је у писму колегама рекао да ће лидери демократа у Представничком дому гласати „за“ предлог за разрешење председавајућег. Након што је навео разлоге зашто Макартију не треба остати на власти, Џефриз је рекао да демократе „остају спремне да пронађу заједнички језик на просветљеном путу напред“.
Одмах након што је Гејц поднео захтев за упражњавање места, покушао је да се предлог уклони путем захтева за разматрање, али су га одбили демократе у Представничком дому и једанаест републиканаца.
Након смене Макартија, Џефриз је објавио колумну у The Washington Post-у позивајући на „двостраначку владајућу коалицију“ у којој је предложио пут ка консензусном законодавству које не би могла да блокира „шачица екстремних чланова“ када велики делови Представничког дома подрже предлог закона. Колумна је на крају сигнализирала владајућу коалицију предвођена Џефризом, а извештаји су почели да га описују као де факто или председника Представничког дома у сенци.

##### Влада коалиције
У децембру 2023. године, Џефриз је предводио Демократски кокус Представничког дома, обезбедивши већину гласова, 163-147, за усвајање Закона о националној одбрамбеној ауторизацији, омогућавајући му да буде усвојен уз суспензију правила. Предлог закона је укључивао повећање плата од 5,2%. Дана 7. јануара 2024. године, Џефриз и конгресни лидери су се сложили око споразума о укупној потрошњи од 1,59 билиона долара. Нивои укупне потрошње договорени за 2024. годину нису се значајно разликовали од споразума који су Мекарти и председник Бајден договорили.
Дана 6. марта, Представнички дом је усвојио пакет потрошње „минибус“ од 459 милијарди долара који садржи шест од 12 закона о апропријацијама. Предлог закона је финансирао министарства пољопривреде, трговине, правде, енергетике, унутрашњих послова, борачких питања, саобраћаја и становања и урбаног развоја, заједно са Агенцијом за заштиту животне средине, Инжењерским корпусом војске и другим војним грађевинским објектима. Џефриз је водио преговоре и аплаудирао демократама што су осигурали да програм WIC остане нетакнут, као и што су обезбедили помоћ за изнајмљивање, повећање плата ватрогасцима и инвестиције у нове контролоре лета. Након гласања, рекао је: „Још једном, демократе су заштитиле амерички народ и обезбедиле огромну већину гласова потребних да се ствари заврше.“
Дана 22. марта, Представнички дом је усвојио други минибус од 741 милијарде долара за финансирање преосталих одељења уз подршку демократа; већина републиканаца гласала је против пакета. Џефриз је хвалио рад двостраначке коалиције, рекавши: „Од самог почетка овог Конгреса, као демократе, рекли смо да ћемо пронаћи двостраначки заједнички језик са нашим републиканским колегама о било ком питању, кад год и где год је то могуће, све док ће то побољшати живот америчког народа. То је управо оно што демократе у Представничком дому настављају да раде“. Као део преговора о спречавању блокаде владе, Џефриз је помогао да се обезбеди барем један пројекат као наменска средства за сваког демократског члана. Високи члан Одбора за буџет Представничког дома, Роса Делауро, рекла је: „Он је преговарао. Добио је оно што нам је било потребно“.
Дана 12. априла, Представнички дом је усвојио измењени закон о надзору којим је поново овлашћен Закон о надзору страних обавештајних служби. Коначно гласање је било 273-147, а демократе су гласале за заштиту националне безбедности у складу са Чланом 702. Бајден је потписао закон неколико сати пре истека програма. Дана 20. априла, више од два месеца након што је Сенат усвојио закон о финансирању Израела, Тајвана и Украјине, Џефриз је преговарао о законодавном путу за закон и обезбедио већину гласова демократа за усвајање пакета помоћи трима земљама у одвојеним законима, од којих је сваки усвојен у Конгресу уз двостраначку подршку и велику већину, а Бајден га је потписао. Три члана Фридом кокуса гласала су против закона у одбору, али су све демократе гласале за њега. Законодавни пакет је такође укључивао закон који је усвојио Представнички дом, којим се апликација TikTok приморава да се одвоји од своје матичне компаније у власништву Комунистичке партије Кине, ByteDance, као и Закон о РЕПО-у за Украјинце, који омогућава влади САД да финансира украјинске ратне напоре имовином одузетом од руских олигарха. Током дебате о закону, Џефриз је нагласио улогу двостраначке законодавне коалиције, рекавши: „Имамо одговорност, не као демократе или републиканци, већ као Американци, да бранимо демократију где год је угрожена“. У интервјуу за емисију „60 минута“ након гласања, рекао је да су демократе у Представничком дому „ефективно владале као да су у већини“.
Дана 15. маја, Представнички дом је усвојио Закон о поновном овлашћењу FAA из 2024. године, који је укључивао програме за побољшање безбедности и заштиту потрошача, а за њега је гласало више демократа (195) него републиканаца (192). Након гласања о спречавању блокаде савезне владе и слању стране помоћи у иностранство, Associated Press је саопштио да би Џефриз, као лидер мањине, „веома лако могао бити најмоћнија особа у Конгресу управо сада“.

#### Одбацивање другог захтева за поништавање покушаја
Док су крајње десничарски републиканци издали упозорења о Предлогу за ослобађање од места председника након низа закона усвојених уз подршку већине демократа , Џефриз је наговестио да ће пружити спас председнику Мајку Џонсону у интервјуу за The New York Times. Дана 8. маја 2024. године, представница Марџори Тејлор Грин, која се снажно противила Џонсоновој одлучности да Украјини пружи даљу помоћ, представила је предлог за ослобађање његовог места председника, приморавајући на гласање о томе. Позивајући се на Џонсонову одлуку да одржи гласање о законском пакету за помоћ савезницима у иностранству, Џефриз и демократски лидери рекли су да ће демократе гласати за одлагање Гриновог предлога. Представнички дом је гласао за одлагање предлога, 359-43, дозвољавајући Џонсону да остане председник. 196 републиканаца и 163 демократа гласало је за одлагање предлога; 11 републиканаца и 32 демократе гласало је против његовог одлагања. Демократе које су подржале Џонсона рекле су да су то учиниле због виталне улоге коју је играо у усвајању финансирања савезне владе и подршци Украјини. Грин није искључила могућност присиљавања на још једно гласање за смену Џонсона, али је The Wall Street Journal написао да Џефриз „користи моћ док Мајк Џонсон посрће“.

### Чланство у кокусима
- Конгресни прогресивни кокус[89]
- Конгресни црни кокус
- Конгресни украјински кокус[90]
- САД–Јапански кокус[91]
- Конгресни кокус за Турску и турске американце[92]

### Чланство у комитетима

#### 118. конгрес
Није имао задужења у комитетима као партијски лидер; члан по службеној дужности Трајног изборног комитета за интелигенцију САД.

#### 117. конгрес
- Комитет за судство[93]
  - Подкомитет за судове, интелектуалну својину и интернет[93]
  - Подкомитет за комерцијални, антитруст и административни закон[93]
- Комитет за буџет[93]

#### 116. конгрес
- Комитет за судство[93]
  - Подкомитет за судове, интелектуалну својину и интернет[93]
  - Подкомитет за криминал, тероризам, унутрашњу безбедност и истраге[93]
- Комитет за буџет[93]

#### 115. конгрес
- Комитет за судство[93]
  - Подкомитет за судове, интелектуалну својину и интернет[93]
  - Подкомитет за криминал, тероризам, унутрашњу безбедност и истраге[93]
- Комитет за буџет[93]

#### 114. конгрес
- Комитет за образовање и радну снагу[93]
  - Подкомитет за здравство, запослење, посао, и пензије[93]
  - Подкомитет за више образовање и обуку радне снаге[93]
- Комитет за судство[93]
  - Подкомитет за судове, интелектуалну својину и интернет[93]
  - Подкомитет за криминал, тероризам, унутрашњу безбедност и истраге[93]

#### 113. конгрес
- Комитет за судство[93]
  - Подкомитет за судове, интелектуалну својину и интернет[93]
  - Подкомитет за регулаторну реформу, комерцијалну и антитруст закон[93]
- Комитет за буџет[93]

## Избори

### Државна скупштина Њујорка

#### Избори 2000.
| Партија | Партија       | Кандидат         | Гласови | %      |
| ------- | ------------- | ---------------- | ------- | ------ |
|         | Демократска   | Роџер Грин       | 28.206  | 90,14  |
|         | Независност   | Хаким Џефриз     | 2.254   | 7,20   |
|         | Републиканска | Артур М. Гудбриџ | 832     | 2,66   |
| Укупно  | Укупно        | Укупно           | 31.292  | 100,00 |

#### Избори 2006.
| Партија | Партија       | Кандидат        | Гласови | %      |
| ------- | ------------- | --------------- | ------- | ------ |
|         | Демократска   | Хаким Џефриз    | 19.551  | 96,96  |
|         | Републиканска | Хенри Вајнстајн | 613     | 3,04   |
| Укупно  | Укупно        | Укупно          | 20.164  | 100,00 |

#### Избори 2008.
| Партија | Партија       | Кандидат     | Гласови | %      |
| ------- | ------------- | ------------ | ------- | ------ |
|         | Демократска   | Хаким Џефриз | 39.992  | 98,04  |
|         | Републиканска | Чарлс Брикус | 801     | 1,96   |
| Укупно  | Укупно        | Укупно       | 40.793  | 100,00 |

#### Избори 2010.
| Партија            | Партија            | Кандидат           | Гласови | %      |
| ------------------ | ------------------ | ------------------ | ------- | ------ |
|                    | Демократска        | Хаким Џефриз       | 25.899  | 97,51  |
|                    | Републиканска      | Френк Војтики      | 652     | 2,46   |
| Дописани кандидати | Дописани кандидати | Дописани кандидати | 9       | 0,03   |
| Укупно             | Укупно             | Укупно             | 26.560  | 100,00 |

### Дом САД

#### Избори 2012.
| Партија            | Партија            | Кандидат           | Гласови | %      |
| ------------------ | ------------------ | ------------------ | ------- | ------ |
|                    | Демократска        | Хаким Џефриз       | 178.688 | 87,50  |
|                    | Радне породице     | Хаким Џефриз       | 5.351   | 2,62   |
| Укупно             | Укупно             | Хаким Џефриз       | 184.039 | 90,12  |
|                    | Републиканска      | Алан Белон         | 15.841  | 7,76   |
|                    | Конзервативна      | Алан Белон         | 1.809   | 0,89   |
| Укупно             | Укупно             | Алан Белон         | 17.650  | 8,64   |
|                    | Зелена             | Колин Беван        | 2.441   | 1,20   |
| Дописани кандидати | Дописани кандидати | Дописани кандидати | 77      | 0,04   |
| Укупно             | Укупно             | Укупно             | 204.207 | 100,00 |

#### Избори 2014.
| Партија            | Партија            | Кандидат           | Гласови | %      |
| ------------------ | ------------------ | ------------------ | ------- | ------ |
|                    | Демократска        | Хаким Џефриз       | 70.469  | 83,89  |
|                    | Радне породице     | Хаким Џефриз       | 6.786   | 8,09   |
| Укупно             | Укупно             | Хаким Џефриз       | 77.255  | 91,97  |
|                    | Конзервативна      | Алан Белон         | 6.673   | 7,94   |
| Дописани кандидати | Дописани кандидати | Дописани кандидати | 71      | 0,08   |
| Укупно             | Укупно             | Укупно             | 83.999  | 100,00 |

#### Избори 2016.
| Партија            | Партија            | Кандидат           | Гласови | %      |
| ------------------ | ------------------ | ------------------ | ------- | ------ |
|                    | Демократска        | Хаким Џефриз       | 203.236 | 88,29  |
|                    | Радне породице     | Хаким Џефриз       | 11.360  | 4,93   |
| Укупно             | Укупно             | Хаким Џефриз       | 214.595 | 93,22  |
|                    | Конзервативна      | Данијел Кавано     | 15.401  | 6,69   |
| Дописани кандидати | Дописани кандидати | Дописани кандидати | 207     | 0,09   |
| Укупно             | Укупно             | Укупно             | 230.203 | 100,00 |

#### Избори 2018.
| Партија            | Партија            | Кандидат           | Гласови | %      |
| ------------------ | ------------------ | ------------------ | ------- | ------ |
|                    | Демократска        | Хаким Џефриз       | 170.850 | 89,19  |
|                    | Радне породице     | Хаким Џефриз       | 9.526   | 4,97   |
| Укупно             | Укупно             | Хаким Џефриз       | 180.376 | 94,16  |
|                    | Конзервативна      | Ернест Џонсон      | 9.997   | 5,22   |
|                    | Реформска          | Џесика Вајт        | 1.031   | 0,54   |
| Дописани кандидати | Дописани кандидати | Дописани кандидати | 163     | 0,09   |
| Укупно             | Укупно             | Укупно             | 191.567 | 100,00 |

#### Избори 2020.
| Партија            | Партија            | Кандидат           | Гласови | %      |
| ------------------ | ------------------ | ------------------ | ------- | ------ |
|                    | Демократска        | Хаким Џефриз       | 207.111 | 74,72  |
|                    | Радне породице     | Хаким Џефриз       | 27.822  | 10,04  |
| Укупно             | Укупно             | Хаким Џефриз       | 234.933 | 84,76  |
|                    | Републиканска      | Гарфилд Волас      | 39.124  | 14,12  |
|                    | Конзервативна      | Гарфилд Волас      | 2.883   | 1,04   |
| Укупно             | Укупно             | Гарфилд Волас      | 42.007  | 15,16  |
| Дописани кандидати | Дописани кандидати | Дописани кандидати | 229     | 0,08   |
| Укупно             | Укупно             | Укупно             | 277.169 | 100,00 |

#### Избори 2022.
| Партија            | Партија            | Кандидат           | Гласови | %      |
| ------------------ | ------------------ | ------------------ | ------- | ------ |
|                    | Демократска        | Хаким Џефриз       | 99.079  | 71,63  |
|                    | Републиканска      | Јуриј Дашевски     | 36.776  | 26,59  |
|                    | Конзервативна      | Јуриј Дашевски     | 2.284   | 1,65   |
| Укупно             | Укупно             | Јуриј Дашевски     | 39.060  | 28,24  |
| Дописани кандидати | Дописани кандидати | Дописани кандидати | 191     | 0,14   |
| Укупно             | Укупно             | Укупно             | 138.330 | 100,00 |

#### Избори 2024.
| Партија            | Партија            | Кандидат           | Гласови | %      |
| ------------------ | ------------------ | ------------------ | ------- | ------ |
|                    | Демократска        | Хаким Џефриз       | 168.036 | 75,08  |
|                    | Републиканска      | Џон Џ. Делајни     | 48.969  | 21,61  |
|                    | Конзервативна      | Џон Џ. Делајни     | 6.494   | 2,90   |
| Укупно             | Укупно             | Џон Џ. Делајни     | 54.863  | 24,51  |
| Дописани кандидати | Дописани кандидати | Дописани кандидати | 905     | 0,40   |
| Укупно             | Укупно             | Укупно             | 223.804 | 100,00 |

## Приватни живот
Џефриз је ожењен Кенисандром Арсинијегас-Џефриз, социјалном радницом у Фонду за добробит SEIU 1199. Имају два сина и живе у Проспект Хајтсу, Бруклин.
Џефриз је баптиста.
Џефризов млађи брат, Хасан Кваме Џефриз, је ванредни професор историје на Државном универзитету Охаја и аутор књиге Крвави низови: Грађанска права и моћ црнаца у црном појасу Алабаме.
Хаким и Хасан су нећаци Леонарда Џефриза, бившег професора на Градском колеџу у Њујорку. Док је био на факултету, Хаким Џефриз је написао уводник у одбрани свог ујака и Луиса Фаракана када је његов ујак позван да говори на Универзитету Бингамтон. Рекао је да има само „нејасно“ сећање на догађаје. Његов портпарол је рекао: „Вођа Џефриз је доследно јасно стављао до знања да не дели контроверзне ставове које је заступао његов ујак пре више од тридесет година.“

## Спољашне везе
- Congressman Hakeem Jeffries official U.S. House website
- Hakeem Jeffries for Congress official campaign website
- Hakeem Jeffries wiki quotes
- Biography at the Biographical Directory of the United States Congress
- Profile at Vote Smart
- Financial information (federal office) at the Federal Election Commission
- Legislation sponsored at the Library of Congress